# Peter Webber
Peter Webber (nascut el 1968) és un director de cinema britànic, reconegut per les pel·lícules Girl with a Pearl Earring, Hannibal Rising i Pickpockets.

## Carrera
Girl with a Pearl Earring, protagonitzada per Scarlett Johansson i Colin Firth, va marcar el debut de Webber com a director de llargmetratges. La cinta va rebre nombrosos premis, incloent tres nominacions als Premis Oscar, dues nominacions als Globus d'Or i 10 nominacions als Premis BAFTA.
Dino De Laurentiis va triar a Webber per a dirigir una nova pel·lícula relacionada amb el personatge de Hannibal Lecter, Hannibal Rising. Basada en el llibre del mateix nom de Thomas Harris i protagonitzada per Gaspard Ulliel, Gong Li i Rhys Ifans, aquesta preqüela relata els primers anys de Lecter i els motius que els van convertir en un assassí caníbal.
Webber va estrenar el seu primer curtmetratge, The Zebra Man, sobre la vida de l'artista friki Horace Ridler, protagonitzat per Minnie Driver. En 2012 va tornar a la pantalla gran amb el drama bèl·lic Emperor, amb Tommy Lee Jones com a protagonista. En 2016 va dirigir la minisèrie Tutankhamun, protagonitzada per Sam Neill.
En 2018 es va traslladar a Bogotà, Colòmbia, per a rodar la pel·lícula Pickpockets. El director ja havia visitat Colòmbia en 2009 per a filmar el documental The Sand and the Rain sobre la tribu amazònica Macuna. En 2019 va iniciar el rodatge d'una pel·lícula de suspens titulada Fremason per a Lionsgate.

## Filmografia

### Cinema
- The Stretford Wives (2001)
- Girl with a Pearl Earring (2003)
- Hannibal Rising (2007)
- Emperador (Emperor) (2012)[7]
- Earth: One Amazing Day (2017)[8]
- Pickpockets: Maestros del robo (2018)[9][10][11][12]
- Inna de Yard: The Soul of Jamaica (2019)[13]

### Televisió
- The Temptation of Franz Schubert (1997)
- Underground (1999)
- Men Only (2001)
- Six Feet Under (2004, episodi "The Dare")
- Tutankhamun (2016)
- Tutankhamun (2016)
- Kingdoms of Fire (2019)